# 곁주머니
곁주머니(diverticulum) 또는 게실(憩室)은 식도, 위, 소장, 대장, 방광 등의 장기 벽 일부가 바깥으로 불거져 나와 생긴 주머니 모양의 빈 공간을 뜻한다.

## 같이 보기
- 곁주머니증
- 곁주머니염
- 메켈 곁주머니